# 普納島
普纳岛（西班牙語：Isla Puná），是太平洋东部瓜亚基尔湾内的一个岛屿，位于瓜亚斯河河口，邻近瓜亚基尔，属厄瓜多尔瓜亚斯省管辖。普纳岛面积855平方公里。

## 资料来源
- http://www.britannica.com/eb/article-9061897

2°50′15″S 80°08′53″W / 2.83750°S 80.14806°W